# Triodontolaimus acutus
Triodontolaimus acutus är en rundmaskart som först beskrevs av J.P. Villot 1875.  Triodontolaimus acutus ingår i släktet Triodontolaimus och familjen Triodontolaimidae. Inga underarter finns listade i Catalogue of Life.